# Wilhem Belocian
Wilhem Belocian (Les Abymes, 25 giugno 1995) è un ostacolista francese, campione europeo indoor dei 60 metri ostacoli a Toruń 2021.
Originario di Guadalupa, è stato il primatista mondiale under 20 dei 110 metri ostacoli dal 2014 al 2021 con il tempo di 12"99, poi battuto dal connazionale Sasha Zhoya. Di questa stessa specialità è stato anche campione europeo under 20 a Rieti 2013 e campione mondiale under 20 a Eugene 2014.

## Palmarès
| Anno | Manifestazione  | Sede           | Evento             | Risultato  | Prestazione | Note                                     |
| ---- | --------------- | -------------- | ------------------ | ---------- | ----------- | ---------------------------------------- |
| 2011 | Mondiali U18    | Lilla          | 110 m hs           | Bronzo     | 13"51       | Miglior prestazione personale            |
| 2011 | Mondiali U18    | Lilla          | Staffetta svedese  | Bronzo     | 1'51"81     |                                          |
| 2012 | Mondiali U20    | Barcellona     | 110 m hs           | Bronzo     | 13"29       | Miglior prestazione nazionale under 20   |
| 2013 | Europei U20     | Rieti          | 110 m hs           | Oro        | 13"18       | Miglior prestazione europea under 20     |
| 2013 | Europei U20     | Rieti          | 4×100 m            | 4º         | 40"07       |                                          |
| 2014 | Mondiali U20    | Eugene         | 110 m hs           | Oro        | 12"99       | Miglior prestazione mondiale under 20    |
| 2015 | Europei indoor  | Praga          | 60 m hs            | Bronzo     | 7"52        | Miglior prestazione personale            |
| 2016 | Europei         | Amsterdam      | 110 m hs           | Bronzo     | 13"33       |                                          |
| 2016 | Giochi olimpici | Rio de Janeiro | 110 m hs           | Batteria   | dq          |                                          |
| 2019 | Europei indoor  | Glasgow        | 60 m hs            | 7º         | 7"68        |                                          |
| 2019 | World Relays    | Yokohama       | Staffetta hs mista | Batteria   | 56"56       |                                          |
| 2019 | Universiadi     | Napoli         | 110 m hs           | Argento    | 13"30       | Miglior prestazione personale stagionale |
| 2019 | Mondiali        | Doha           | 110 m hs           | Semifinale | 13"70       |                                          |
| 2021 | Europei indoor  | Toruń          | 60 m hs            | Oro        | 7"42        | Miglior prestazione personale            |
| 2021 | Giochi olimpici | Tokyo          | 110 m hs           | Batteria   | dq          |                                          |
| 2022 | Mondiali indoor | Belgrado       | 60 m hs            | 8°         | 7"67        |                                          |
| 2023 | Mondiali        | Budapest       | 110 m hs           | 8º         | 13"32       |                                          |
| 2024 | Mondiali indoor | Glasgow        | 60 m hs            | Semifinale | 7"64        |                                          |
| 2024 | Giochi olimpici | Parigi         | 110 m hs           | Semifinale | 13"52       |                                          |
| 2025 | Europei indoor  | Apeldoorn      | 60 m hs            | Argento    | 7"45        |                                          |
| 2025 | Mondiali indoor | Nanchino       | 60 m hs            | Argento    | 7"54        |                                          |

## Riconoscimenti
- Atleta mondiale emergente dell'anno (2014)